# Instituto Guimarães Rosa (Brasil)
El Instituto Guimarães Rosa (IGR) es una unidad establecida por el Ministerio de Relaciones Exteriores de Brasil que fomenta la cultura, la educación y el aprendizaje del idioma portugués en el extranjero. Fue creado mediante el Decreto N.º 11.024, del 31 de marzo de 2022, que sustituyó al Departamento Cultural y Educativo (DCED).
Tiene cuatro divisiones: División de Acciones para la Promoción de la Cultura Brasileña (DCULT); División de Asuntos Culturales Multilaterales (DAMC); División de Cooperación Educativa (DCE); y División de la Lengua Portuguesa (DLP).
La sede se encuentra en Brasilia que gestiona la red en el exterior. Está compuesto de 24 unidades físicas, 6 Centros de Estudios Brasileños y alrededor de 40 cátedras. La red tiene 24 unidades (13 en América Latina y el Caribe, 6 en África, 3 en Europa y 2 en Oriente Medio).